# Gand-Wevelgem 1955
La Gand-Wevelgem 1955, diciassettesima edizione della corsa, si svolse il 3 aprile su un percorso di 228 km, con partenza a Gand e arrivo a Wevelgem. Fu vinta dal belga Briek Schotte della Alcyon-Dunlop davanti ai suoi connazionali Désiré Keteleer e Raymond Impanis.

## Ordine d'arrivo (Top 10)
| Pos. | Corridore            | Squadra                      | Tempo    |
| ---- | -------------------- | ---------------------------- | -------- |
| 1    | Briek Schotte        | Alcyon-Dunlop                | 6h15'00" |
| 2    | Désiré Keteleer      | Girardengo                   | a 2'36"  |
| 3    | Raymond Impanis      | Elvé-Peugeot                 | s.t.     |
| 4    | André Noyelle        | Alcyon-Dunlop                | s.t.     |
| 5    | Ferdinand Kübler     | Fiorelli                     | s.t.     |
| 6    | René Mertens         | Groene Leeuw                 | a 3'00"  |
| 7    | Lode Antonis         | Bertin-D'Alessandro-The Dura | s.t.     |
| 8    | Marcel Rijkaert      | Ryssel-Wolber                | s.t.     |
| 9    | Ernest Sterckx       | L'Avenir                     | s.t.     |
| 10   | Leopold Degraeveleyn | Terrot-Hutchinson            | s.t.     |